# Fox Park
Fox Park – jednostka osadnicza w Stanach Zjednoczonych, w stanie Wyoming, w hrabstwie Albany.